# هیساآکی کوبایاشی
هیساآکی کوبایاشی (ژاپنی: 小林 久晃؛ زادهٔ ۲۰ سپتامبر ۱۹۷۸) یک بازیکن فوتبال اهل ژاپن است.
از باشگاه‌هایی که در آن بازی کرده‌است می‌توان به باشگاه فوتبال شیمیزو اس-پالس اشاره کرد.